# Liste der österreichischen Botschafter in Chile
Der österreichische Botschafter residiert in Santiago de Chile.
| Ernannt / Akkreditiert | Name                                                      | Bemerkungen                                                            | ernannt während der Regierung von | akkreditiert während der Regierung | Posten verlassen |
| ---------------------- | --------------------------------------------------------- | ---------------------------------------------------------------------- | --------------------------------- | ---------------------------------- | ---------------- |
| 1903                   | Alois Flesch de Böös                                      | Geschäftsträger                                                        | Franz Joseph I.                   | Aníbal Zañartu                     |                  |
| 6. Dez. 1902           | Leonardo Starzenski                                       | Ministre plénipotentiaire (1857–1919)                                  | Franz Joseph I.                   | Aníbal Zañartu                     | 11. Juni 1905    |
| 1904                   | Laurenz Szápáry von Muraszombath, Széchysziget und Szapár | Geschäftsträger                                                        | Franz Joseph I.                   | Aníbal Zañartu                     | 1906             |
| 29. Okt. 1905          | Karl von Giskra                                           |                                                                        | Franz Joseph I.                   | Pedro Montt Montt                  | 23. Okt. 1906    |
| 11. Nov. 1906          | Johann von Styrcea                                        |                                                                        | Franz Joseph I.                   | Pedro Montt Montt                  | 1908             |
| 1908                   | Alois Flesch de Böös                                      | Geschäftsträger                                                        | Franz Joseph I.                   | Pedro Montt Montt                  | 1909             |
| 1909                   | Friedrich Johann von Seidler                              | Geschäftsträger (1875–1936)                                            | Franz Joseph I.                   | Pedro Montt Montt                  | 1910             |
| 11. Nov. 1910          | Johann von Styrcea                                        |                                                                        | Franz Joseph I.                   | Elías Fernández Albano             | 1912             |
| 16. Dez. 1912          | Laurenz Szápáry von Muraszombath, Széchysziget und Szapár | Honorargeneralkonsul, Lorinc Szapáry                                   | Franz Joseph I.                   | Elías Fernández Albano             | 8. Nov. 1916     |
| 9. Nov. 1916           | Alois Flesch de Böös                                      | Geschäftsträger                                                        | Franz Joseph I.                   | Juan Luis Sanfuentes Andonaegui    | 11. Nov. 1918    |
| 1927                   | Anton Retschek                                            | Ministre plénipotentiaire                                              | Ignaz Seipel                      | Carlos Ibáñez del Campo            | 1931             |
| 1931                   | Alfons Knaffl-Lenz                                        |                                                                        | Pedro Opazo                       | 1932                               |                  |
| 1933                   | Anton Retschek                                            | Ministre plénipotentiaire, mitakkreditiert; resident in Rio de Janeiro | Engelbert Dollfuß                 | Carlos Dávila Espinoza             | 1938             |
| 1948                   | Hugo S.V. Becker                                          | Geschäftsträger                                                        | Leopold Figl                      | Alfredo Duhalde                    | 1948             |
| 1949                   | Bernhard Joseph Kripp                                     | Ministre plénipotentiaire                                              | Leopold Figl                      | Alfredo Duhalde                    | 1951             |
| 1951                   | Carl Hudeczek                                             | Ministre plénipotentiaire, 1953 zum Botschafter aufgewertet.           | Leopold Figl                      | Alfredo Duhalde                    | 1955             |
| 1955                   | Maximilian Attems-Heiligenkreuz                           |                                                                        | Julius Raab                       | Carlos Ibáñez del Campo            | 1958             |
| 1958                   | Paul Zedtwitz                                             |                                                                        | Julius Raab                       | Jorge Alessandri Rodríguez         | 1962             |
| 1963                   | Harald Gödel                                              | 1956–1960 Botschafter in Helsinki, 1970 Botschafter in Caracas         | Alfons Gorbach                    | Jorge Alessandri Rodríguez         | 1968             |
| 1969                   | Friedrich Hohenbühel                                      | (* 1917)                                                               | Josef Klaus                       | Eduardo Frei Montalva              | 1971             |
| 1972                   | Adolf Heinrich Hobel                                      |                                                                        | Bruno Kreisky                     | Salvador Allende Gossens           | 1974             |
| 1973                   | Paul Leifer                                               | Geschäftsträger                                                        | Bruno Kreisky                     | Augusto Pinochet Ugarte            |                  |
| 1974                   | Anton Ségur-Cabanac                                       |                                                                        | Bruno Kreisky                     | Augusto Pinochet Ugarte            | Juli 1976        |
| 1976                   | Manfred Kiepach                                           | Geschäftsträger                                                        | Bruno Kreisky                     | Augusto Pinochet Ugarte            | 1976             |
| 1977                   | Alexander Otto                                            |                                                                        | Bruno Kreisky                     | Augusto Pinochet Ugarte            | 1980             |
| 1981                   | Walter Lichem                                             |                                                                        | Bruno Kreisky                     | Augusto Pinochet Ugarte            | 1984             |
| 1984                   | Harald Kreid                                              |                                                                        | Fred Sinowatz                     | Augusto Pinochet Ugarte            | 1988             |
| 1988                   | Wolfgang Jilly                                            |                                                                        | Fred Sinowatz                     | Augusto Pinochet Ugarte            | 1992             |
| 1991                   | Harald Ulbrich                                            |                                                                        | Franz Vranitzky                   | Patricio Aylwin Azócar             |                  |
| 1993                   | Horst-Dieter Rennau                                       |                                                                        | Franz Vranitzky                   | Patricio Aylwin Azócar             | 1997             |
| 1998                   | Peter Wilfling                                            |                                                                        | Viktor Klima                      | Eduardo Frei Ruiz-Tagle            | 2002             |
| 2002                   | Walter Howadt                                             |                                                                        | Wolfgang Schüssel                 | Ricardo Lagos Escobar              | 2007             |
| 2007                   | Wolfgang Angerholzer                                      |                                                                        | Alfred Gusenbauer                 | Michelle Bachelet                  | 2011             |
| 2012                   | Dorothea Auer                                             |                                                                        | Werner Faymann                    | Sebastián Piñera                   | 2016             |
| 2016                   | Joachim Öppinger                                          |                                                                        | Christian Kern                    | Sebastián Piñera                   | 2020             |
| 2020                   | Stephan Vavrik                                            |                                                                        | Sebastian Kurz                    | Sebastián Piñera                   | 2024             |
| 2024                   | Werner Senfter                                            |                                                                        | Karl Nehammer                     | Gabriel Boric                      |                  |